# Karin Lušnic
Karin Lušnic, slovenska tenisačica, * 15. maj 1971, Ljubljana.
Karin Lušnic je za Slovenijo nastopila na Poletnih olimpijskih igrah 1992 v Barceloni, kjer je skupaj s Tino Križan izpadla v prvem krogu dvojic. 